# Lachisch
Koordinaten: 31° 34′ N, 34° 51′ O
Lachisch (hebräisch לכיש, laḵîš; akkadisch URULakišu, URULakiša; altgriechisch Λαχις; lateinisch Lachis), der heutige Tell ed-Duwer, war eine antike Stadt 44 km südwestlich Jerusalems. Es war eine der wichtigsten Festungen zum Schutz der Schefelah, des Judäischen Hügellandes. Der Tell von Lachisch (hebräisch תל לכיש) liegt auf dem Gebiet des 1955 unmittelbar daneben gegründeten Moschavs Lachisch im israelischen Südbezirk. Der Tell war bis zu 40 m hoch, hatte eine Fläche von rund 7,3 Hektar, eine fast rechteckige Form und steil abfallende Hänge.

## Quellen

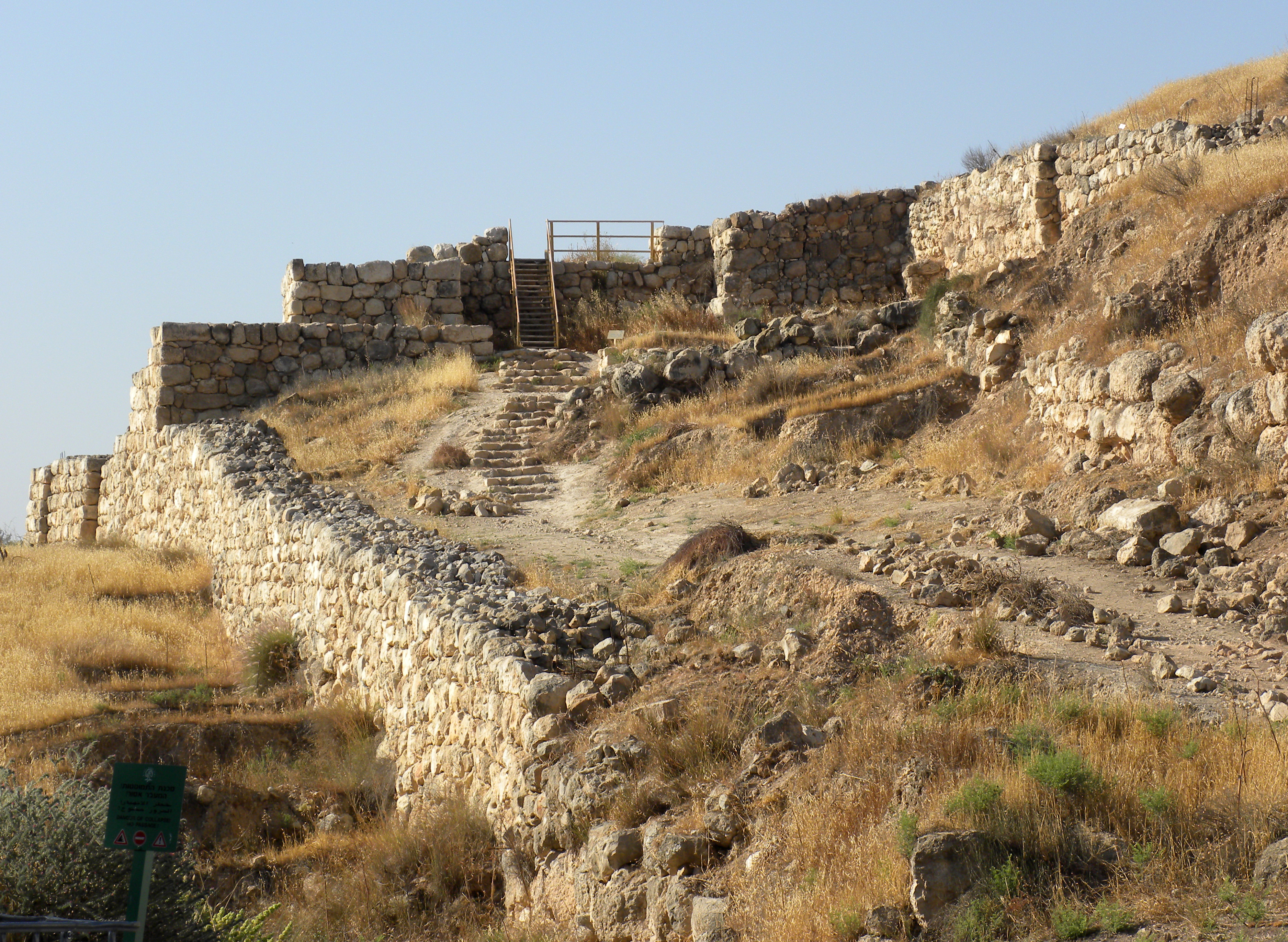
Stadttor in Lachisch

## Forschungsgeschichte
Die Erforschung begann 1878 mit Claude Reignier Conder, der den Tell el-Hesi für die biblische Stadt hielt. William Foxwell Albright identifizierte 1929 auf Grundlage des Onomastikons der biblischen Ortsnamen des Eusebius von Caesarea den Tell ed-Duwer als das historische Lachisch, was durch spätere Grabungen bestätigt wurde.
Die Erforschung des Tells selbst begann 1932 unter Leitung von James L. Starkey, der mit Gerald Lankester Harding und Olga Tufnell umfangreiche Ausgrabungen auf dem Tell ed-Duwer sowie auf umliegenden Hügeln vornahm. Besonders der nordwestliche Hang des Hügels wurde dabei komplett freigelegt, da die Briten hier die Abraumhalde für ihre weiteren Grabungen einrichten wollten. Bei ihren Untersuchungen entdeckten sie die Stadttore aus der judäischen und persischen Zeit (im Stratum I und II), den äußeren Verteidigungswall, eine Residenz aus der Perserzeit und ein Sonnenheiligtum. Die Ermordung Starkeys im Jahre 1938 und der Ausbruch des Zweiten Weltkriegs ein Jahr später beendeten die Ausgrabungen.
1966 und 1968 begann Yohanan Aharoni Grabungen kleineren Umfangs, vor allem im Bereich des Sonnenschreins. Sie wurden von der Hebräischen Universität Jerusalem und dann der Universität Tel Aviv durchgeführt und sollten vor allem die Ähnlichkeit des Sonnenheiligtums von Lachisch mit dem von Aharoni entdeckten israelitischen Tempel in der Zitadelle von Tel Arad beweisen.
1973 bis 1994 wurden die Grabungen durch David Ussishkin fortgesetzt. Die Untersuchungen konzentrierten sich auf die von Starkey ergrabenen Areale, erfassten aber auch andere Bereiche des Tells. Der Grabungsschwerpunkt lag auf einem länglichen und schmalen Abschnitt am westlichen Hügelrand, der bis auf den gewachsenen Boden abgetragen werden sollte. Das älteste Stratum stammte aus der Bronzezeit. Darüber lag ein Palast aus der Bronzezeit und eine jüdische Palastfestung. Weitere Stadttore sowie ein Bereich im Südwesten des Hügels wurden freigelegt, wo man vermutete, dass die Assyrer hier die Stadtmauer durchbrochen hatten.
1979 begann Yehuda Dagan einen Survey der Schefela, dessen Ergebnisse auch für die Erforschung des Tells von Bedeutung sind. 1985 begann die Restaurierung der Stadttore, die jedoch wegen Geldmangel abgebrochen wurde.

## Geschichte

### Bronzezeit

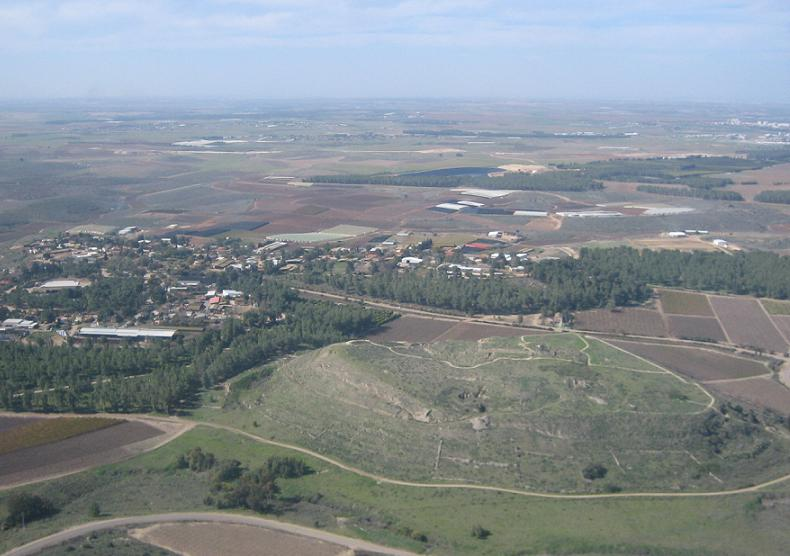
Luftaufnahme des Tell ed-Duwer oberhalb vom Nachal Lachisch und vor benachbartem Moschav Lachisch

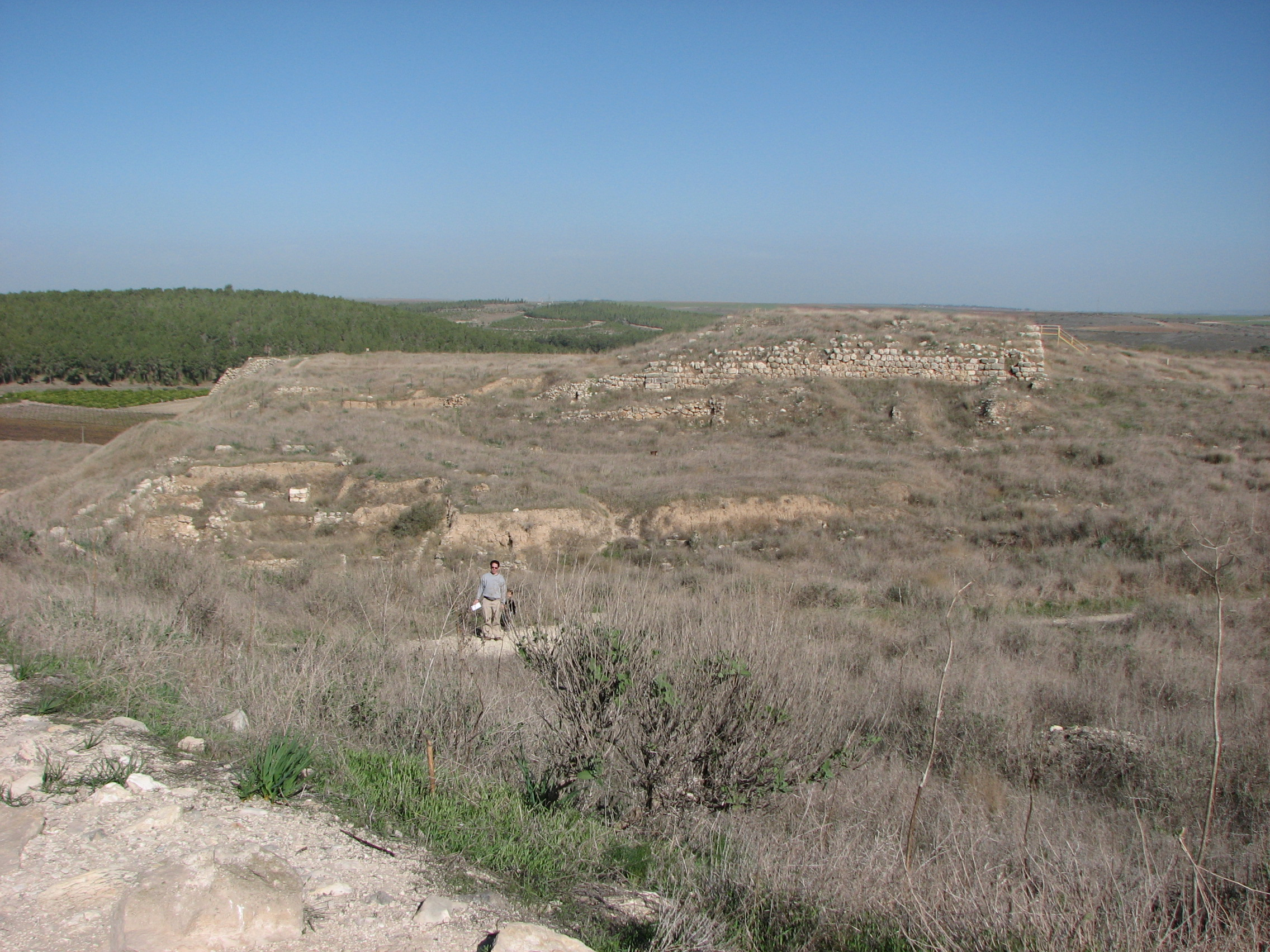
Plateau des Tells

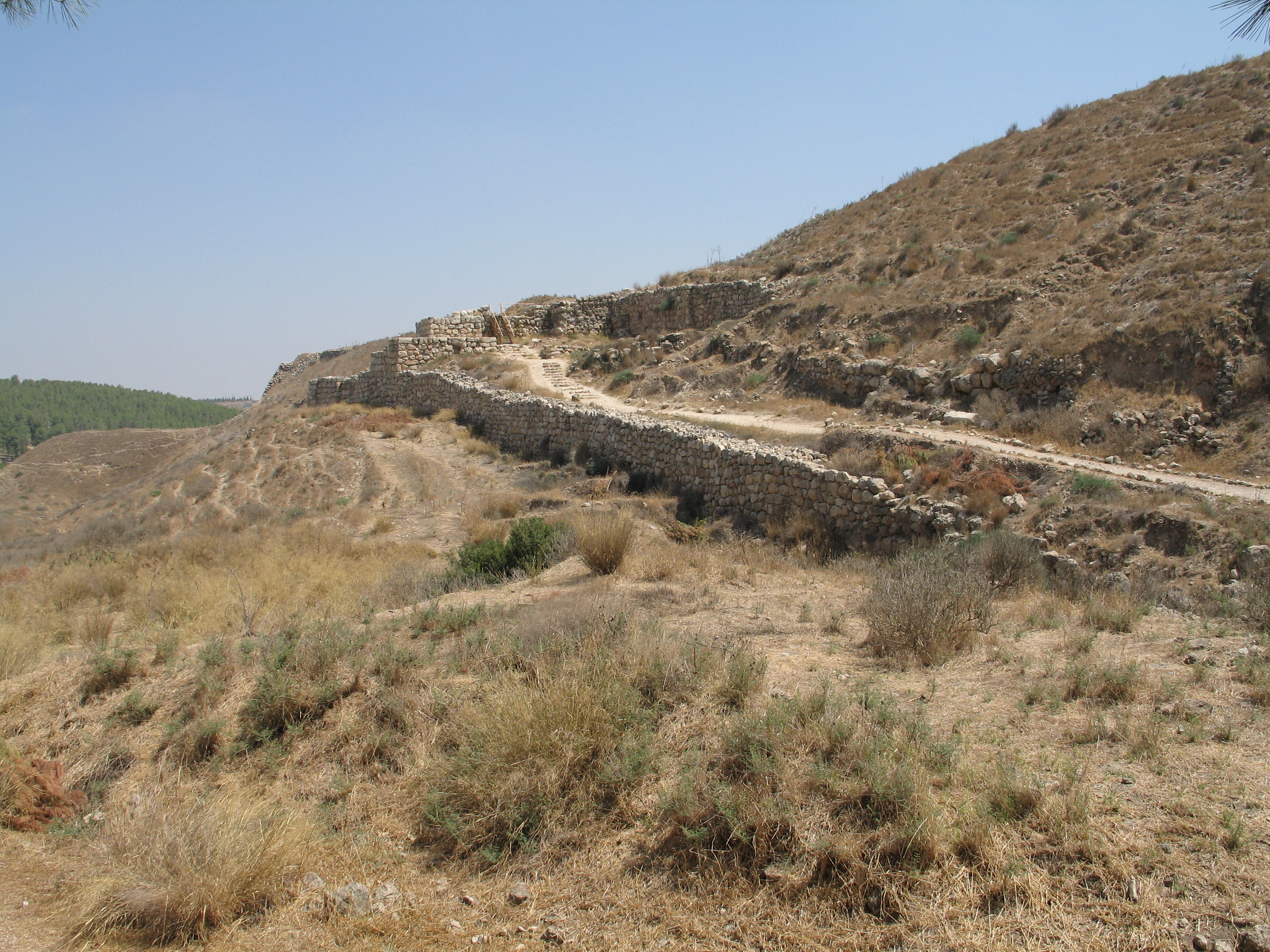
Überreste der Toranlage

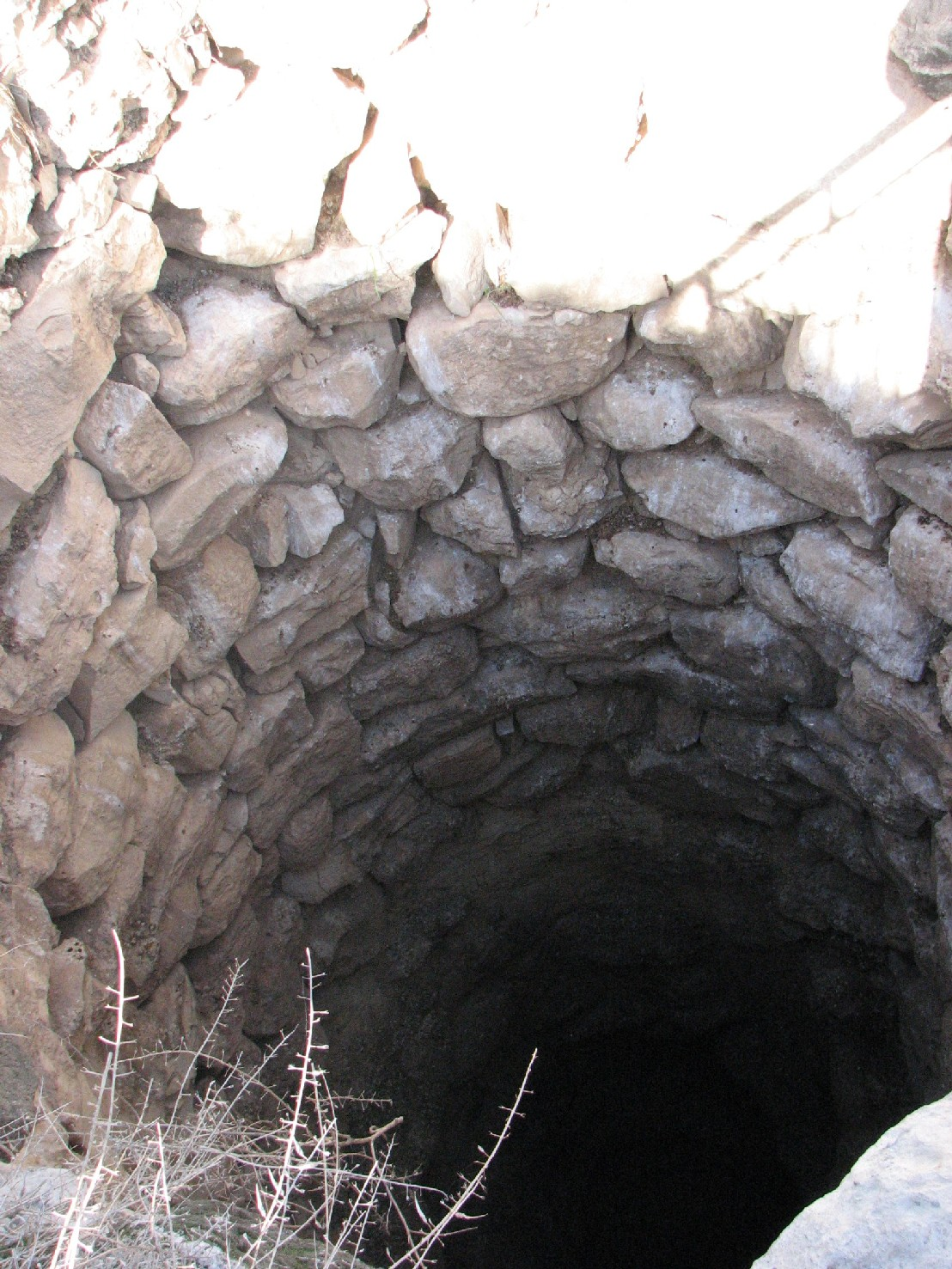
Brunnen im NO des Plateaus

Die Besiedlung im Umfeld des Tell ed-Duwer begann im keramischen Neolithikum (6500 bis 5000 v. Chr.). Der Hügel selbst, soweit ergraben, wurde erst in der Frühen Bronzezeit besiedelt. Die Bewohner dieser Siedlung gaben diesen auf und ließen sich auf einem der benachbarten Hügel nieder.
Der Tell wurde in der frühen Mittelbronzezeit erneut besiedelt, wovon ein Kultplatz und Weihegaben zeugen. Diese Siedlung wuchs in der fortschreitenden Mittelbronzezeit zu einer bedeutenden befestigten Stadt an. Sie wurde mit einem Glacis umgeben, das dem Tell seine heutige rechteckige Form mit den steilen Hängen verlieh. Im Westen stand ein mit einem Graben befestigter Palast, der teilweise ausgegraben wurde. Rund um den Tell lagen reich ausgestattete Gräber. Um 1.500 v. Chr. wurde diese Siedlung vermutlich durch einen Brand zerstört.
In der Folge wurde die Siedlung wieder aufgebaut, zunächst ohne Befestigung. Sie wuchs langsam und entwickelte sich zu einer der größten und wohlhabendsten Städte in Kanaan. Briefe der Herrscher von Lachisch Zimreddi wurden im Amarna-Archiv gefunden. Nach dem Angriff der Seevölker scheint Lachisch noch bis in die Regierungszeit von Ramses VI. unter der Kontrolle Ägyptens gestanden zu haben, da dessen Name auf dem Sockel einer Statue stand, die in Megiddo gefunden wurde. Kurze Zeit später brannte die Stadt um 1130 v. Chr. vollkommen nieder und blieb für längere Zeit unbewohnt.

### Eisenzeit (Stratum V bis III)
Im 10. Jahrhundert v. Chr. wurde der Tell erneut bebaut, vermutlich mit einer kleinen Befestigung. Scheschonq I. zerstörte den Ort zunächst im Jahr 926 v. Chr. (Stratum V) auf seinem Palästinafeldzug. Nach dem Wiederaufbau entwickelte sich Lachisch zur größten und bedeutendsten Garnisons- und Residenzstadt nach Jerusalem, die über ein massives Befestigungssystem und einen großen Palast verfügte. Als Grund nimmt man vor allem die strategische Lage an einem gut zu verteidigenden Punkt im Wadi el-Gafr an, durch das eine wichtige Handelsstraße von der Küstenebene nach Hebron führte. Zudem war von Lachisch die Küstenebene gut einzusehen, ebenso die Gebiete bis zu den Hügeln von Hebron und bis nach Marescha. Lachisch war von fruchtbaren Ländereien umgeben, seine Wasserversorgung durch mehrere Quellen gesichert. Da keine Inschriften aus dieser Zeit existieren, ist es nicht möglich zu sagen, wer die Stadt erweiterte. Vermutlich war Lachisch die Hauptfestung des Königreichs Juda.
Das eisenzeitliche Lachisch war mit einer sechs Meter dicken Stadtmauer aus Lehmziegeln auf Steinfundamenten umgeben. Der Mauer, die das gesamte Plateau des Hügels umgab, war das Glacis der Vorgängersiedlung vorgelagert, das durch einen weiteren Wall umgeben war, der es wohl vor allem stützen sollte. In die Stadt gelangte man durch eines der bisher mächtigsten bekannten Stadttore (Stratum III) aus der Königszeit, das die Stadtmauer mit dem äußeren Wall verband. Es bestand aus einem äußeren Tor in Nord-Süd-Richtung am Hang, das über eine gepflasterte Straße vom Fuß des Hügels an zu erreichen war. Hinter diesem äußeren Tor befand sich ein Hof, an dessen östlichem Ende (also im 90°-Winkel zum äußeren Tor) ein Torhaus mit einem 5,20 Meter breiten Sechs-Kammertor befand. Die Bebauung der Stadt wurde zerstört, vielleicht durch das in Am 1,1  und Sach 14,1  erwähnte Erdbebens um 760 v. Chr. Die Stadt wurde zügig nach dem Plan der zerstörten Siedlung wieder aufgebaut, wobei die Wohnbebauung deutlich dichter angelegt wurde.
Im Zentrum dieser wiederaufgebauten Stadt befand sich eine Palastfestung, deren Fundamente bis heute sichtbar sind. Diese Anlage schloss ihren Vorgängerbau sowie deren Vorgängerbau aus der Eisenzeit ein, hatte eine Grundfläche von 37 × 76 Metern und ist damit das bisher größte Haus der Eisenzeit in Judäa. Dieser Palast war über einen umbauten Vorhof durch ein weiteres Sechs-Kammertor zu erreichen. Die Umbauung des Hofs bestand aus langen, schmalen Gebäuden, die oft als Magazine interpretiert werden. Direkt neben dem Tor befanden sich größere Gebäude, vielleicht Markthallen, Stallungen oder Vorratsräume, von denen nur die Fundamente erhalten sind.
Im östlichen Teil des Hügels befand sich ein 22 Meter breiter, 25 Meter langer und 22,5 Meter tiefer Schacht, der wahrscheinlich zunächst als Steinbruch diente, später dann aber eventuell, wie ähnliche Strukturen in Hazor und Megiddo, eine tiefer liegende Quelle erschließen sollte, jedoch nie fertiggestellt wurde. Die wichtigste Wasserquelle der Siedlung war ein rund 44 Meter tiefer Brunnen am nordöstlichen Rand des Plateaus.

### Eroberung der Stadt durch Sanherib und erneute Zerstörung durch Nebukadnezar II. (Stratum II)
Das Ende von Stratum III markiert die Zerstörung des befestigten judäischen Lachisch im Jahr 701 v. Chr. durch den assyrischen König Sanherib; neben den Ausgrabungsfunden und assyrischen Aufzeichnungen auch durch das Alte Testament bezeugt. Anlass für den Feldzug Sanheribs war der Versuch König Hiskias, sich von der assyrischen Herrschaft zu befreien, als Sanherib 705 v. Chr. nach dem Tode Sargons II. den Thron bestieg. Der Einmarsch in Judäa erfolgte 701 v. Chr., wobei Lachisch als wichtigste Festung der Region sein primäres Angriffsziel darstellte.
Nach 2 Kön 18,13ff.  eroberte Sanherib das Land, belagerte Lachisch und schickte seine Streitmacht von dort aus weiter nach Jerusalem. Die Assyrer eroberten Lachisch vom Südwesten her, wo ein flach abfallender Hang eine Schwachstelle in der Befestigung darstellte. Mit rund 13.000 bis 19.000 Tonnen Baumaterial schütteten sie eine 50 bis 60 Meter lange und rund 75 Meter breite Belagerungsrampe auf, die bis zur Stützmauer des Glacis reichte. Dabei handelt es sich um die einzige bisher gefundene assyrische Belagerungsrampe und zugleich die älteste überhaupt gefundene. Dort brachten sie ihre Belagerungswaffen in Stellung. Die Bewohner von Lachisch verstärkten an dieser Stelle ihre Stadtmauer durch eine Erdaufschüttung. Es kam zu einer großen Schlacht, von der Fragmente von Schuppenpanzern, Zaumzeug, Steinschleudern und Speerspitzen aus Eisen und Knochen erhalten sind. Allein an der vermuteten Durchbruchstelle der Assyrer wurden insgesamt 850 Speerspitzen gefunden, sowie zwei 100 bis 200 kg schwere Steine, die vielleicht von den Verteidigern als Schwinghammer eingesetzt wurden. Bereits von Starkey wurde am Westhang ein Massengrab mit 1500 Skeletten gefunden, die zumeist als Zivilopfer dieser Schlacht interpretiert werden. Nach der Eroberung wurde die Stadt komplett niedergebrannt.
Nach der Zerstörung der Stadt war der Tell ed-Duwer längere Zeit nicht mehr besiedelt. Eventuell erst unter Josia wurde eine befestigte Stadt errichtet, die durch Nebukadnezar II. im Jahr 587 v. Chr. zerstört wurde. Nach Jer 34,7  war Lachisch eine der beiden letzten Städte, die vor Jerusalem erobert wurden. In der Folgezeit fungierte Lachisch im babylonischen Reich als Verwaltungsresidenz. Weitere vereinzelte Bebauungen sind danach bis in die hellenistische Zeit festzustellen.

## Funde

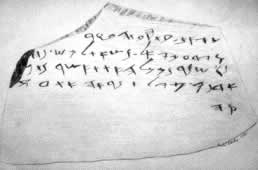
Fragment eines Lachisch-Ostrakons

1930 wurden zahlreiche Ostraka (als Schreibmaterial verwendete Tonscherben) aus der Zeit Nebukadnezars entdeckt. Diese Lachisch-Briefe wurden von Außenposten der jüdischen Truppen an Ja´oš, einen Truppenkommandeur in Lachisch, geschrieben. Die in Alltagssprache verfassten Schriftstücke sind in Vokabular und Grammatik praktisch nicht vom Hebräisch des Alten Testaments zu unterscheiden. Der Gottesname JHWH wird häufig in den Briefen verwendet, was zeigt, dass dessen Gebrauch nicht tabuisiert war.
Ein Fragment der bronzenen Türangel des Stadttores sowie Reste von verkohltem Akazienholz, das ebenfalls in der Türanlage verbaut war, wurden gefunden, weiterhin 478 gestempelte Henkel von Tonkrügen, die zumeist aus königlichen Töpfereien stammten. Sie enthielten zwischen 39 und 52 Liter Hohlraum und wurden wohl im Umfeld von Lachisch hergestellt.
Im Jahr 2018 fanden österreichische Archäologen am Westhang des Tells eine mit einer frühen Alphabetschrift versehenen Scherbe aus dem 15. Jahrhundert v. Chr. Bei der Scherbe handelt es sich um das Randfragment einer zypriotischen Keramikschale. Die alphabetische Inschrift ist die derzeit älteste sicher datierte der südlichen Levante.
Im Februar 2020 haben Archäologen die Überreste eines kanaanitischen Tempels freigelegt. Die Wissenschaftler machten an den baulichen Überresten zwei Zeiten mit größeren Zerstörungen aus: Mitte des 13. und Mitte des 12. Jahrhunderts vor Christus.
Ein 2017 gefundener Kamm aus Elfenbein aus der Zeit um 1700 v. Chr. wurde 2022 neu untersucht. Der Kamm besaß ursprünglich auf einer Seite breitere Zinken, die wohl zum Entwirren von Haarknoten dienten, auf der anderen Seite feinere Zinken. Dabei wurden 17 winzige Schriftzeichen entdeckt, bei denen es sich um einen Spruch gegen Läuse handelt. Es handelt sich um den ersten in Israel gefundenen Satz in kanaanitischer Sprache. Da das Elfenbein auf sozial höherstehende Besitzer deutet, litten damals wohl auch diese unter Läusen.